# Нижние планеты
Ни́жние плане́ты (вну́тренние плане́ты) — планеты Солнечной системы, орбиты которых находятся ниже / внутри орбиты планеты, на которой находится наблюдатель. Для земного наблюдателя это Меркурий и Венера. 
Термин «нижние планеты» возник в связи с геоцентрической системой мира, согласно которой эти планеты вращались ниже сферы Солнца. Таким образом разница между внутренним и нижним положением планеты лишь в точке зрения наблюдателя: при расположении внутри орбитальной плоскости рассмотрение Солнечной системы идёт в категориях верх—низ; при  картографическом взгляде на плоскость орбиты сверху, например, с точки зрения северного полюса Солнца — в категориях центр—периферия.
Нижние планеты также называют «внутренними», однако в последние годы этот термин порой также (с точки зрения классической астрономии — ошибочно) используется и для планет, принадлежащих внутренней области Солнечной системы (внутри пояса астероидов), то есть для планет земной группы, причисляя к ним ещё Землю и Марс.
Нижние планеты при наблюдении с Земли не отходят далеко от Солнца и всегда наблюдаются в лучах утренней или вечерней зари.